# 豆汁

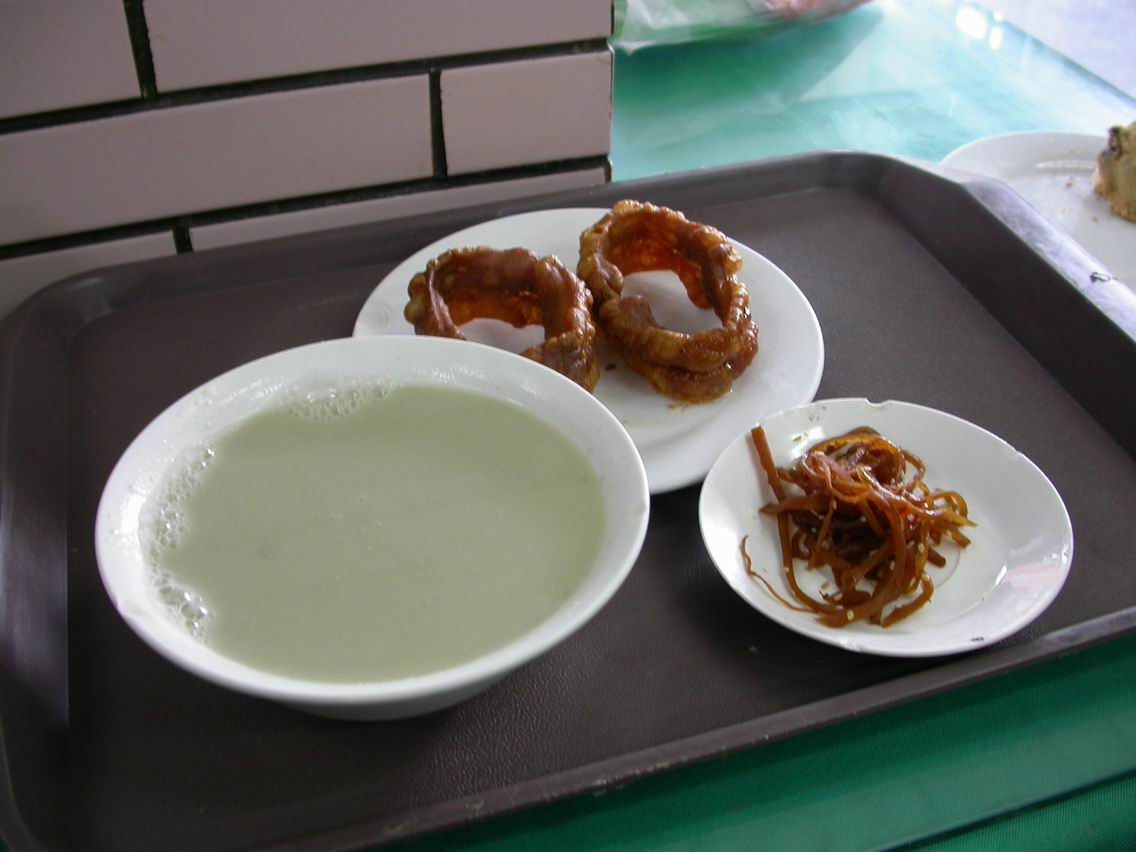
一套豆汁：豆汁、焦圈、咸菜丝

豆汁是一种北京风味小吃，用生产淀粉或粉丝过程中产生的绿豆下脚料制成。生豆汁是水发绿豆加水经研磨，并除去大部分淀粉（用于生产粉丝凉粉等）之后的液体经发酵生产的。熟豆汁需要将生豆汁慢慢熬制而成，色泽灰绿，口感醇厚，味酸而回味微甜。因其制作过程中需发酵，所以有较强的特殊臭味。饮用时常与焦圈、辣咸菜丝或者马蹄烧饼一同食用，可开胃。因其口味特别，一些人饮用时会感到不适应，并有一定的抗拒感。

## 制作
熬煮豆汁须用砂锅，忌用铝锅铁锅等金属质地的灶具，因为发酵的豆汁会腐蚀金属，金属离子进入豆汁之后会造成豆汁中的固体絮凝沉降，影响豆汁的口感，煮豆汁时在砂锅内放入凉水，用旺火烧沸后倒入生豆汁，待豆汁被煮涨得溢出锅外时，改用微火保温。

## 历史
豆汁既是老北京文化的标志之一，也是北京人的认同点之一。《燕都小食品杂咏》中描述老北京街头喝豆汁的情景为：“糟粕居然可作粥，老浆风味论稀稠。无分男女齐来坐，适口酸盐各一瓯。”并说：“得味在酸咸之外，食者自知，可谓精妙绝伦。” 豆汁往往被描述为北京底层人民的食品，但实际上喜好饮用豆汁的人不论阶层。在乾隆年间，豆汁匠曾入过御膳房为皇帝制作豆汁。过去，穿着体面者如果在地摊上吃炒肝、灌肠等小吃会遭人耻笑，认为其有失体面，但在地摊上喝豆汁却被认为是非常正常的。
豆汁是北京独有的食品，历史上仅北京城才有豆汁，城里处处都有豆汁摊，此外还有走街串巷的商贩。出城后，护城河外的关厢地区则有很多豆汁铺，但再往外，到了无法望见城墙的地方就已没有豆汁贩售。

## 现在
从90年代开始，由于城区遭到大肆拆迁，北京内城大量的豆汁店关张。未被拆迁的豆汁店，则或因本地人和外地人在拆迁过程中的人口置换，失去了本地顾客而一度陷入经营困境。同时期，城管管理也使走街串巷零售豆汁的小商贩几乎绝迹。
近年来，随着年轻一代的北京人对保护老北京传统文化的呼声日益升高，作为最有特色北京小吃的豆汁，在互联网上亦被广为周知。一些北京的中餐连锁店甚至将豆汁列入了菜单中。

## 贩售豆汁的老字号
- 锦芳小吃店
- 护国寺小吃店
- 南来顺
- 牛街宝记豆汁店（售生豆汁）
- 磁器口豆汁店